# Bobrowa Wola
Bobrowa Wola est une localité polonaise de la gmina de Żyraków, située dans le powiat de Dębica en voïvodie des Basses-Carpates.